# 왕루이지
왕루이지(중국어 간체자: 王锐基, 정체자: 王銳基, 병음: Wáng Ruìjī, 한자음: 왕예기, 1957년 12월 17일~)는 중화인민공화국의 펜싱 선수, 지도자로 주 종목은 사브르이다. 1984년, 1988년 하계 올림픽에 참가했으며, 아시안 게임에서 금메달 1개, 은메달 1개를 획득했다.

## 생애
광둥성 둥관시 출신이다. 1974년 광둥성 펜싱단에 입단했으며, 태국의 방콕에서 열린 1978년 아시안 게임에서 사브르 종목 개인전 금메달, 단체전 은메달을 획득했다. 1983년에 오스트리아 빈에서 열린 1983년 세계 선수권 대회에 중국 국가대표로 참가하여 개인전 46위를 기록했다. 이후에도 광둥성 펜싱단 선수로 활동했고, 1984년 팀의 플레잉코치로 선발되었다. 같은 해 미국 로스앤젤레스에서 열린 올림픽에 중국 국가대표팀 선수 겸 코치로 참가하였다. 그는 이 대회 개인전에서 16위를 기록했고, 단체전에선 천진추, 양스썬, 류궈전, 류윈훙과 함께 출전하여 5위를 기록했다. 이후 1988년에 대한민국 서울특별시에서 열린 1988년 하계 올림픽에도 선수 겸 코치로 참가하여 자구이화, 왕즈밍, 정자오캉과 함께 출전한 단체전에서 10위를 기록했다.
서울 올림픽 이후 현역에서 은퇴했고, 1991년까지 중국 펜싱 대표팀 감독을 맡았다. 대표팀 감독에서 물러난 후 독일로 건너가 1993년까지 독일 쾰른 체육대학에서 수학했다. 1993년부터 1년간 홍콩 펜싱 국가대표팀 코치로 활동했고, 1995년부터 2011년까지 홍콩 대표팀 감독을 맡았다. 아들인 왕자얼은 홍콩 펜싱 청소년 국가대표, 성인 국가대표를 지냈으며, 선수 생활을 마무리한 후 대한민국으로 건너가 보이 그룹 GOT7의 멤버가 되었다.